# كأس يوغوسلافيا 1960–61
كأس يوغوسلافيا 1960–61 هو الموسم 14 من كأس يوغوسلافيا. أشرف على تنظيمه اتحاد صربيا لكرة القدم، وكان عدد الأندية المشاركة فيه 2325، وفاز فيه نادي فاردار.